# MOZU
『MOZU』（もず）は、TBSテレビとWOWOWの共同制作で放送された日本の刑事ドラマ。逢坂剛の小説『百舌の叫ぶ夜』『幻の翼』を原作とする。主演は西島秀俊。
『Season1〜百舌の叫ぶ夜〜』（シーズン1 もずのさけぶよる）は、2014年4月10日から6月12日まで毎週木曜日21:00 - 21:54 に、TBS系の「木曜ドラマ劇場」枠で全10話が放送された。
『Season2〜幻の翼〜』（シーズン2 まぼろしのつばさ）は、2014年6月22日から7月20日まで毎週日曜日22:00 - 22:54に、「WOWOWプライム」チャンネルの「連続ドラマW」枠で全5話が放送された。10月16日から11月13日まで、TBS系「木曜ドラマ劇場」枠で地上波でも放送された。
なお地上波については、Season1・2ともTBS系列のない地域（秋田県・福井県・徳島県・佐賀県）での遅れネットとしての放送は対象外となっている。
また、WOWOWプライムでは2014年8月16日から9月6日までの毎週土曜日に、以上の2シーズン・合計15話を集中放送した。
2015年に『劇場版 MOZU』（げきじょうばん もず）が公開され、映画の公開に合わせて、スピンオフドラマ『大杉探偵事務所』がWOWOWプライム及びTBSでそれぞれ放送された（後述）。

## 概要
2012年に制作された『ダブルフェイス』に続く両局の合作ドラマ第2弾である。スペシャルドラマとして放送された前回と異なり、今回はそれぞれの連続ドラマ枠の中で放送された。両局は今後も継続的に合作ドラマに取り組む予定であるという。
監督は『ダブルフェイス』に引き続き羽住英一郎が担当し、スタッフも同作のスタッフが携わっており、『ダブルフェイス』で起用された西島秀俊や香川照之等、同作に起用されていたキャストの何人かが再び起用されている。原作はハードボイルド作家逢坂剛の『百舌の叫ぶ夜』『幻の翼』の2作で、TBSが『MOZU Season1〜百舌の叫ぶ夜〜』、WOWOWが『MOZU Season2〜幻の翼〜』として放送された。『Season2』については、まずWOWOWで第1話のみ無料放送され、第2話以降の視聴にはWOWOWの有料契約が必要であったが、その後10月 - 11月に、TBSで全5話が地上波初放送となった。

## 撮影
両原作については「映像化不可能」と言われ続けてきたが、北九州市および北九州フィルム・コミッション全面協力の下、のべ6日間にわたる道路の通行規制などを行い、爆破シーンや一般道でのカーアクションなどのロケを敢行、小倉南区の北九州空港やJRA小倉競馬場、小倉北区の百貨店小倉井筒屋（劇中「銀座井筒屋」として登場）や小倉駅、八幡西区の旧区役所跡や福岡県立八幡中央高等学校など同市内各地30箇所以上をはじめ、東京、横浜などでロケが行われ、北九州ロケの際には監督の羽住と出演者の有村架純が市長に表敬訪問を行う一幕もあった。「MOZUの聖地」と呼ばれるようになった小倉井筒屋で2015年10月15日に行われた劇場版のレッドカーペットイベントでは、北九州市副市長により「MOZU市」の誕生が宣言され、『MOZU市だより』が発行されるなどした。

## あらすじ

### Season1
東京・銀座の繁華街で爆弾による爆発事件が起こる。白昼の惨劇に多くの人々が巻き込まれ、警視庁公安部に所属する倉木警部の妻・千尋が犠牲になり死亡する。計画的なテロか、誤爆なのか、倉木は妻が死んだ理由を知るべく独自に捜査を開始する。ノンキャリアで叩き上げの大杉警部補も事件を追う過程で、倉木とぶつかりながらも協力してゆくことになる。一方、爆発事件の現場に居合わせていた公安部の明星巡査部長は、特別任務である人物を追っていた。その人物はプロの殺し屋、新谷和彦。新谷は事件当日、サイバーテログループの幹部、筧俊三の暗殺を目的に尾行していたが、爆発に巻き込まれ行方をくらます。筧は爆発で死亡。新谷は地方で瀕死の状態で発見され、記憶喪失になっていた。倉木、大杉、明星は津城警視正の指示のもとで公安部と刑事部の枠を超えて協力し、事件の鍵を握る重要人物として新谷を追う。そして筧の暗殺とICチップの回収を依頼していた大企業アテナセキュリティの東も、ICチップを手に入れるために新谷を追っていた。やがて倉木たちは、爆発前に筧と会っていた謎の女の存在、千尋が精神を病む原因となった極秘捜査グラークα作戦の真相、夢に現れる都市伝説の「ダルマ」、そして殺し屋・新谷＝百舌の正体など無数の謎が絡み合う裏で、国家転覆を狙う恐るべき陰謀が隠されていることに気づく。

### Season2
Season1のラスト、サルドニア共和国大統領暗殺が未遂に終わった空港爆弾テロ事件から半年後、倉木は妻、千尋が精鋭部隊として参加した公安の極秘裏潜入捜査グラークα作戦の真相を一人で追っていた。なぜ6名の潜入捜査官の中で千尋だけが生還したのか。拘束されていた空白の72時間の真相を解く手がかりをロシアのスパイ、イワン・タイラーが握っていると知り、タイラーの正体と所在を突き止めるべくロシアのグルジブ共和国に詳しいフリージャーナリストの名波汐里に接触する。そのころ、北海道のエネルギー施設がロシアの武装工作グループに銃撃・爆破される事件が発生する。捜査を担当する明星。彼女にはかつて優秀な公安警察官だった父親がいたが、高校生の時に突如行方不明になってから自宅に鳴り続ける無言電話が、実は父からではないかという疑惑に囚われていた。そして一方では、首の後ろをアイスピック状の凶器で殺害された死体が発見される。死んだはずの新谷宏美と同じ手口を不審に思う倉木と大杉、そして明星は爆破されたエネルギー施設の防犯カメラに新谷と同じ顔の男が映っているのを確認する。それは宏美の一卵性双生児の兄で、銀座爆弾事件後に口封じのため、東の部下に断崖絶壁から海に突き落とされ死亡とされていた新谷和彦だった。さらに執念でタイラーを追う倉木は何者かの罠にはまり、背後で車ごと爆死した森原官房長官の殺害容疑で指名手配される。その裏では空港爆弾テロ事件の真相を知った池沢公安部長が、新たな陰謀を推進していた。

## 全Season共通

### 登場人物・キャスト

#### 主要人物
倉木 尚武（くらき なおたけ）
演 - 西島秀俊
警視庁公安部特務第一課捜査官。階級は警部。1975年7月20日生まれ。警察庁警備局警備企画課のゼロ出身で、「公安のエース」と呼ばれている。ドラマ版では、爆弾テロによって妻の千尋を失い、彼女の死の真相を求めて捜査を行っていく。常に冷静な性格であるが、千尋の死に執着するあまり捜査のためには強引な手法も辞さない一面を持つ。禁煙中であったが、妻の千尋を亡くしてからは喫煙を再開するようになり、ヘビースモーカーとなる。
劇場版では、大規模同時多発テロをきっかけに、娘の雫の死の真相を追っていく。
大杉 良太（おおすぎ りょうた）
演 - 香川照之
警視庁刑事部捜査第一課捜査官。階級は警部補。現場からの叩き上げで、直情径行型の熱血漢。倉木には及ばないものの、高い格闘能力を持つ。刑事部を無視して捜査を行う倉木たちを苦々しく思っていたが、爆弾テロの真相を迫っていくうちに仲間意識が芽生えていく。倉木と同様に喫煙者（ヘビースモーカー）であり、禁煙場所でも勝手に喫煙する事がある。
スピンオフ、劇場版では警察を辞職し、探偵業を営んでいる。
明星 美希（あけぼし みき）
演 - 真木よう子
警視庁公安部公安第二課捜査官。Season2では公安部外事第四課作業班の捜査官。階級は巡査部長。大杉とは対照的にクールで非喫煙者（ノンスモーカー）で女性ながらも高い格闘能力の持ち主。爆弾テロが発生した際に現場付近におり、のちに津城の指示で倉木や大杉に情報を流す。父も元公安捜査官で高校生時代に行方不明になり、現在も所在が分からない。しかし姪たちには明るく優しい伯母として接し、爆弾テロ直後には身を挺してみゆきを守るなど、決して冷酷な人間ではない。夢の中で「ダルマ」を目撃している。

#### 協力者
津城 俊輔（つき しゅんすけ）
演 - 小日向文世
警察の内部調査を担当する警察庁警務局の特別監察官。階級は警視正。内部処理に成功した数は過去最多と言われており、大杉の口から事件調査への介入を知った若松は動揺し、東ですら警戒の色を見せる。あくまでも秩序の維持を目的としており、真相のみを追求する倉木や不正の公開を求める大杉には、情報を小出しにしながらも完全な同調はしない。また美希の父が行方不明になった件についても、何らかの情報を得ている節があり、「ダルマ」とも繋がりがある模様。射撃に優れている。
鳴宮 啓介（なるみや けいすけ）
演 - 伊藤淳史
警視庁台東警察署入谷交番に勤務する警察官。階級は巡査長。警察内外の情報とコンピューターの知識に通じており、大杉の協力者として活動している。交番の奥は鳴宮のプライベートスペースであらゆる情報機器が置いてある。倉木の経歴から公安部長のスケジュールまで様々なものを見ることができる。好物はドーナッツ。非喫煙者（ノンスモーカー）で潔癖症でもあり、交番内の全面禁煙化、および一部スペースの土足厳禁を徹底しているが、大杉にはたいてい無視される。美希同様、夢の中で「ダルマ」を目撃している。交番前でゴミ漁りをしているホームレスに「どうも〜。ご苦労様です。」と声をかけている。

#### 刑事部捜査第一課
加藤
演 - 平山祐介
捜査一課の刑事。大杉の部下。公安部を目の敵にしている。
向井
演 - 五刀剛
捜査一課の刑事。大杉の部下。

#### 陰謀関係者
新谷 和彦（しんがい かずひこ）
演 - 池松壮亮（少年期 - 佐藤瑠生亮）
宏美の一卵性双生児の兄。アテナセキュリティから殺人の依頼を請負っていた。過去のある出来事による深いトラウマを抱えており、宏美のために陰となり日向となって生き続けてきた。赤井によって能登半島の崖から突き落とされて死亡したと思われていたが、グルジブ共和国のテロリストグループ「アジ・アルハド」の一員になり、宏美の死の真相を知るために武装工作員として日本へ上陸。名波の助けを借りて、宏美の死の真相を知る。宏美を「空港爆破テロ」の犯人に仕立て上げ、死の要因となった者達に対して復讐を果たした後、行方を晦ます。Season2から本格的に登場し、宏美同様にアイスピックを武器として使用する。
新谷 宏美（しんがい ひろみ）
演 - 池松壮亮（少年期 - 佐藤瑠生亮）
百舌と名乗るプロの殺し屋。和彦の一卵性双生児の弟。唇の左下にほくろがあるのが特徴。幼少時より強い殺人衝動を抱えており、それが昂ぶった時は自分の手を噛んで抑える。常人離れした身体能力を持ち、主に「アイスピックや千枚通しなどの有尖無刃器を用いて、運動神経の束が通っている頸椎を刺して殺す」という方法で殺人を行う。物語の冒頭で記憶喪失の状態で発見され、公安及び警察関係者、雇い主のアテナセキュリティから追われることになる。
森原 健吾（もりはら けんご）
演 - 瑳川哲朗
内閣官房長官。現在の警察組織を解体し、新たに公安省設立を目論む。倉木の妻、千尋が参加した極秘計画のグラークα作戦にも関わっている。
Season2では、何者かが車に仕掛けた爆弾により爆殺される。
東 和夫（ひがし かずお）
演 - 長谷川博己
アテナセキュリティシニアアドバイザーにして、犯罪エージェント。東京中央大学卒業。元公安部捜査官。1975年8月20日生まれ。非喫煙者（ノンスモーカー）。殺人などの犯罪を請け負い実行する裏の顔を持つ。常に冷静な性格だが、Season1終盤ではより狂気に満ちた本性が前面に押し出され、人を喰ったような言動が目立つ。Season2以降では、本性を露わにしながら、数々の陰謀に暗躍するが、目的は不明。その本性から、倉木や和彦には「イカれている」と評されるが、本人はそれを「最高の褒め言葉」として受け取っている。
華奢な体躯ながら襲いかかってきた宏美を一瞬で返り討ちにし、明星を不意打ちするほどの実力の持ち主。また、射撃能力と運転テクニックにも長けている。
ある目的の達成の為に、倉木を事ある毎に自身と同じ道に誘おうとする。
村西 悟（むらにし さとる）
演 - 阿部力
公安部第四課所属。Season1では室井の命令で倉木を妨害していたが、失敗。
劇場版においても在職中であるが、津城の指示により倉木の周辺を調べている。

#### 倉木家
倉木 千尋（くらき ちひろ）
演 - 石田ゆり子
倉木の妻。元警視庁公安部捜査官で階級は警部補。警視庁公安部の極秘作戦・グラークα作戦に参加していた。都心で起きた爆弾事件で死亡する。夢の中で「ダルマ」を目撃していたとされる。
倉木 雫（くらき しずく）
演 - 小泉彩
尚武・千尋の娘。自宅の浴室で溺死し、その傍らには母親の千尋がいたが、その死の真相は不明。母・千尋と同様に夢の中で「ダルマ」を目撃していたとされ、「ダルマ」の絵を描いている。

#### 大杉家
大杉 恵子
演 - 堀内敬子
大杉の妻。夫と会えばいさかいが絶えず、娘の心情を考え、現在夫とは別居し暮らしている。
大杉 めぐみ
演 - 杉咲花
大杉の娘。2年前、自分の訴えに耳を貸さず、明らかに無実である親友の母を強引な取り調べで自殺に追いやった父とのあいだに、心の溝ができている。

#### 明星家
明星 香織（あけぼし かおり）
演 - 音月桂
美希の妹。獣医。
明星 胡桃
演 - 篠川桃音
明星 杏珠
演 - 平澤宏々路
上記2名は香織の娘たち。

#### その他
寺門 守
演 - 品川徹
新谷兄弟が当時通学していた北九州市立琴原小学校の用務員。

### スタッフ
- 原作 - 逢坂剛『百舌の叫ぶ夜』『幻の翼』（集英社文庫刊）
- 脚本 - 仁志光佑
- 音楽 - 菅野祐悟
- 監督 - 羽住英一郎
- 監督補 - 川村直紀
- 助監督 - 片桐健滋
- VFXスーパーバイザー - オダイッセイ
- タイトル - 津田輝王、関口里織（アンシブル・タイトル）
- イラスト・アニメーション - 坂本サク
- 特殊メイク - 田中玲伊子
- アクションコーディネーター - 諸鍛冶裕太
- カースタント - 雨宮正信、野呂慎治、川上敏夫、田中尋之、佐藤憲、茂木亜由美（スーパードライバーズ）
- 操演・特殊効果 - 宇田川幸夫（スプリーム・エフェクト）
- スタント&アクション - 青木哲也、藤井祐伍、石井靖見、横田遼、塚田知紀、高木英一、澤江晃史、向田翼、渡辺隼斗、つちださゆり、岸本康太、前川貴紀、蔦宗正人、寺本翔悟、中野高志、新田健太、縄田雄哉、佐藤賢一、下園愛弓（ジャパンアクションエンタープライズ）
- ガンエフェクト - 納富貴久男
- VFX・CG - ナイス・デー、NICE DAY BOY、NICE IDEA、東京現像所、KIスタジオ、アンダーグラフ、トレスアミーゴズ、コロビト、chidori graph
- 技術協力・ポスプロ - IMAGICA
- 美術協力 - テレビ朝日クリエイト、舞クリエーション
- 装飾 - 京映アーツ
- スタジオ - 東映東京撮影所
- 警察監修 - 古谷謙一（ビーテックインターナショナル）
- 警察特殊部隊監修 - 住本祐寿
- 空手指導 - 国際護身空手道連盟観己流、永島謙宗
- 医療監修 - 堀エリカ（医療コーディネータージャパン）
- 医事指導 - 内ヶ崎西作
- 所作指導 - 花柳錦翠美
- ロシア語指導 - エドワード・ベンスコビッチ
- 取材協力 - 朝日新聞社、住本祐寿
- 特別協力 - 北九州市、井筒屋、北九州フィルムコミッション
- 制作デスク - 新澤彰子
- 制作担当 - 古屋厚、道上巧矢
- 編成 - 前田麻友、口垣内徹、宮田徹、中薗慶子
- エグゼティブプロデューサー - 津村昭夫、牧野力
- プロデューサー - 渡辺信也（TBS）、井上衛（WOWOW）、森井輝（ROBOT）
- アシスタントプロデューサー - 飯田美保、下鳥真沙、國枝菜穂子
- 制作協力 - ROBOT
- 製作 - TBS、WOWOW

### ネット局
| 放送対象地域   | 放送局                  | 放送曜日・時間       | 備考       |
| -------------- | ----------------------- | -------------------- | ---------- |
| 関東広域圏     | TBSテレビ(TBS) 制作局   | 木曜日 21:00 - 21:54 | 全国ネット |
| 北海道         | 北海道放送(HBC)         | 木曜日 21:00 - 21:54 | 全国ネット |
| 青森県         | 青森テレビ(ATV)         | 木曜日 21:00 - 21:54 | 全国ネット |
| 岩手県         | IBC岩手放送(IBC)        | 木曜日 21:00 - 21:54 | 全国ネット |
| 宮城県         | 東北放送(TBC)           | 木曜日 21:00 - 21:54 | 全国ネット |
| 山形県         | テレビユー山形(TUY)     | 木曜日 21:00 - 21:54 | 全国ネット |
| 福島県         | テレビユー福島(TUF)     | 木曜日 21:00 - 21:54 | 全国ネット |
| 山梨県         | テレビ山梨(UTY)         | 木曜日 21:00 - 21:54 | 全国ネット |
| 新潟県         | 新潟放送(BSN)           | 木曜日 21:00 - 21:54 | 全国ネット |
| 長野県         | 信越放送(SBC)           | 木曜日 21:00 - 21:54 | 全国ネット |
| 静岡県         | 静岡放送(SBS)           | 木曜日 21:00 - 21:54 | 全国ネット |
| 富山県         | チューリップテレビ(TUT) | 木曜日 21:00 - 21:54 | 全国ネット |
| 石川県         | 北陸放送(MRO)           | 木曜日 21:00 - 21:54 | 全国ネット |
| 中京広域圏     | CBCテレビ(CBC)          | 木曜日 21:00 - 21:54 | 全国ネット |
| 近畿広域圏     | 毎日放送(MBS)           | 木曜日 21:00 - 21:54 | 全国ネット |
| 鳥取県・島根県 | 山陰放送(BSS)           | 木曜日 21:00 - 21:54 | 全国ネット |
| 岡山県・香川県 | 山陽放送(RSK)           | 木曜日 21:00 - 21:54 | 全国ネット |
| 広島県         | 中国放送(RCC)           | 木曜日 21:00 - 21:54 | 全国ネット |
| 山口県         | テレビ山口(tys)         | 木曜日 21:00 - 21:54 | 全国ネット |
| 愛媛県         | あいテレビ(ITV)         | 木曜日 21:00 - 21:54 | 全国ネット |
| 高知県         | テレビ高知(KUTV)        | 木曜日 21:00 - 21:54 | 全国ネット |
| 福岡県         | RKB毎日放送(RKB)        | 木曜日 21:00 - 21:54 | 全国ネット |
| 長崎県         | 長崎放送(NBC)           | 木曜日 21:00 - 21:54 | 全国ネット |
| 熊本県         | 熊本放送(RKK)           | 木曜日 21:00 - 21:54 | 全国ネット |
| 大分県         | 大分放送(OBS)           | 木曜日 21:00 - 21:54 | 全国ネット |
| 宮崎県         | 宮崎放送(MRT)           | 木曜日 21:00 - 21:54 | 全国ネット |
| 鹿児島県       | 南日本放送(MBC)         | 木曜日 21:00 - 21:54 | 全国ネット |
| 沖縄県         | 琉球放送(RBC)           | 木曜日 21:00 - 21:54 | 全国ネット |
| 日本全域       | WOWOW 制作局            | 日曜日 22:00 - 22:54 |            |

## Season1〜百舌の叫ぶ夜〜

### 登場人物・キャスト（Season1）

#### 警視庁

##### 公安部
室井 玄（むろい げん）
演 - 生瀬勝久
公安部長。階級は警視監。倉木の上司。喫煙者（ノーマルスモーカー）。管理職の立場にありながら、倉木や宏美すら圧倒するほどの格闘能力と射撃技術を持つ。警視庁公安部の極秘作戦、グラークα作戦の指揮を執っていた。
妻を喪った倉木に冷静さを失わないよう警告する。倉木の妻、千尋の元上司であり、過去に恋人関係でもあった。植物状態が続いている娘がおり、金曜日に必ず面会に行っている。
若松 忠久（わかまつ ただひさ）
演 - 戸田昌宏
公安第二課長。階級は警視。刑事部との合同捜査を公安部主導で行おうとする。捜査会議に乗り込んできた宏美によって頸椎を千枚通しで刺され、殺害される。

##### 刑事部捜査第一課
村瀬 龍臣（むらせ たつおみ）
演 - 鶴見辰吾
捜査第一課長。警視正。公安部主導の捜査を黙認していたが、最終話で大杉の説得によって、「"殺人犯の新谷宏美"が空港に現れた。」ということで大杉たち捜査員を空港に向かわせた。

##### その他関係者
大和田
演 - 津嘉山正種
警察庁長官。
河村
演 - 大鷹明良
警察庁警備局長。

#### 陰謀関係者（Season1）
この節では宏美により殺害される人物を記述。
中神 甚（なかがみ じん）
演 - 吉田鋼太郎
1959年2月29日生まれ。
アテナセキュリティマーシャルアーツアドバイザー兼殺人実働部隊長。喫煙者（ノーマルスモーカー）。頭脳明晰な武闘派で、ハイテンションかつ狂気に満ちた言動が特徴。倉木と互角に張り合えるほど格闘術に優れ、アーケード街の屋上からコンクリートの地面に落ちても無傷でいるほどの強靭な身体能力の持ち主。戦闘の際にはよく奇声を発する癖があり、ナイフを使うことが多い。葵美に重傷を負わせ病院に入院していた所を再び襲撃して拉致し、凄惨な拷問を与え殺害する。その後、記憶を取り戻し部下を惨殺した新谷宏美と激しい死闘を繰り広げるが、頸椎をメスで刺され、窓ガラスに頭部を打ちつけられて殺害される。倉木たちが到着したときには百舌の早贄のように串刺しにされた遺体で発見される。
赤井 信輝（あかい のぶてる）
演 - 田口浩正
中神の部下。中神の命令を受けて裏の仕事を請け負っているが、部下を誤射し殺害するなどかなり手際が悪く、中神や東からも「頭が悪い」という評価をされる。宏美に木の枝で頸椎を刺されて殺害される。
黒木
演 - 田久保宗稔
中神の側近。
及川
演 - 深水元基
白石
演 - 渡邉紘平
桜樹
演 - 松本実
朝岡
演 - 橋本禎之
美竹
演 - 青木健
小林
演 - 中松俊哉
取石
演 - 青木哲也
南波
演 - 藤井祐伍
上記8名は中神の命令を受けて、対象者を殺害する実働部隊。しかし、記憶を取り戻した宏美に全員惨殺される。
里村
演 - 村杉蝉之介
中神から受けた殺人依頼を新谷に仲介する。宏美にナイフで頸椎を刺され、殺害される。

#### 爆破事件関係者
筧 俊三（かけい しゅんぞう）
演 - 田中要次
フリーライター。サイバーテログループ「パラサイトネット」日本支部幹部。サルドニア共和国のテロリストと協力関係にあり、サルドニア共和国大統領の暗殺を計画していた。都心で起きた爆弾事件において爆死する。
来栖 利理（くるす りり）
演 - 奥貫薫
千尋の友人。メンタルトレーナー。
南 貴之（みなみ たかゆき）
演 - 染谷将太
開城高校映画研究部部員。爆破事件に巻き込まれたときに撮影した映像のなかに、人間の手が切断された様子が写っていた。
みゆき
演 - 大川春菜
爆弾テロに巻き込まれ、警視庁指定療養施設に保護されている少女。
事件を知る唯一の目撃者で「おばけ」を見たと証言し、事件以降爆発現場で目撃した「おばけ」の絵を書きつづけ、部分的になっている絵を繋ぎ合わせると髪の長い女性が人間の体を分解している様子が浮かび上がってくる。のちに、彼女の描いていた絵は女装した新谷宏美と判明する。

#### その他（Season1）
中島 葵美（なかじま あみ）
演 - 有村架純
フリーライター。心優しい性格。新谷の記憶を取り戻す手助けがしたいと考え、彼を取材し市の広報ウェブサイトに掲載する。だがその行動で中神らに新谷の居場所を掴まれ、命の危険に晒される。
室井 凜（むろい りん）
演 - 友寄蓮
室井の娘。交通事故に遭って以来、回復することはなく植物状態が続いている。毎週金曜日に室井が娘に会いに行く。
アブドゥラ・タラキー
演 - アハマッド・アリ
サルドニア共和国大統領。日本との石油貿易協定の交渉で来日が決まり、公安省の発足や日本警察の組織改変を企てる者から命を狙われる。

#### ゲスト
ドラマにおけるゲスト扱いの登場人物。複数話・単話登場の場合は演者名の横の（）内に表記。

##### 第1話
鳥居
演 - 有福正志
鳥居総合病院院長。新谷の担当医。
瞳
演 - 藤原令子
赤井に雇われて新谷を病院外へ連れ出すために彼の妹を名乗り、新谷と対面する。赤井らが新谷の殺害に失敗したことを受け、口封じに中神らによって拉致されて殺害される。
千葉
演 - 永岡卓也
「パラサイトネット」幹部。

##### 第2話
桑野 泰子
演 - 上地春奈
和彦が以前暮らしていた団地「滝野川スクエア」管理人。
山吹
演 - 金替康博（第5話）
警視庁指定療養施設心理カウンセラー。
幸恵
演 - 楊原京子（第6話）
みゆきの母。

##### 第4話
金田
演 - 渋川清彦
記者。倉木が強引な捜査を続けているという裏付けを得るために大杉をゆする。

##### 第10話
アブドゥラ・モニール
演 - ペグラヤ・オレクサンドラ
サルドニア共和国大統領・タラキーの妻。
アブドゥラ・サルマー
演 - ソフィア佐藤
タラキーとモニールの娘。室井が仕掛けた爆弾がある部屋から逃げ遅れるが、大杉により間一髪のところで助け出される。

### 放送日程
| 各話                                                                         | 放送日  | サブタイトル                                                    | 視聴率 |
| ---------------------------------------------------------------------------- | ------- | --------------------------------------------------------------- | ------ |
| Episode #1                                                                   | 4月10日 | 都心で起きた爆弾事件…妻を失った公安のエースVS記憶を失った殺し屋 | 13.3%  |
| Episode #2                                                                   | 4月17日 | 殺し屋の記憶と妹の謎                                            | 12.8%  |
| Episode #3                                                                   | 4月24日 | 男の傷跡と家族の記憶                                            | 10.9%  |
| Episode #4                                                                   | 5月01日 | 刑事の誇り…父娘の絆                                             | 10.3%  |
| Episode #5                                                                   | 5月08日 | 迫る魔手白昼の激闘                                              | 10.1%  |
| Episode #6                                                                   | 5月15日 | よみがえる殺し屋…妹の正体は                                     | 09.9%  |
| Episode #7                                                                   | 5月22日 | 倉木VS百舌 謎の女の正体がついに衝撃の真実                       | 08.7%  |
| Episode #8                                                                   | 5月29日 | 妻の虚実と明かされた首謀者…                                     | 10.3%  |
| Episode #9                                                                   | 6月05日 | 倉木VS東…百舌の逆襲…失われていく秩序                            | 07.7%  |
| Episode #10                                                                  | 6月12日 | 最終対決 爆弾に狙われた空港…倉木が辿り着く真実                  | 13.8%  |
| 平均視聴率 11.0%（視聴率はビデオリサーチ調べ、関東地区・世帯・リアルタイム） |         |                                                                 |        |

- Episode #1は2時間スペシャル（21:00 - 22:48）。
- Episode #5は『FIFA女子W杯最終予選壮行試合 日本VSニュージーランド』中継により30分繰り下げ（21:30 - 22:24）。

## Season2〜幻の翼〜

### 登場人物・キャスト（Season2）

#### 警視庁公安部
池沢 清春（いけざわ きよはる）
演 - 佐野史郎
公安部長。階級は警視監。サルドニア共和国大統領暗殺未遂事件で死亡した室井にかわって公安部長に就任する。前述の大統領暗殺未遂事件の真相を調べている。
落合
演 - 出合正幸
外事課捜査官。美希の部下。

#### グルジブ共和国テロ関係者
名波 汐里（ななみ しおり）
演 - 蒼井優
フリージャーナリスト。匿名ライターとしてグルジブ共和国の内情を取材し、記事にしている。かつて、グルジブ共和国のテログループであるアジ・アルハドに拉致されたことがあり、その際に新谷 和彦に助けられ、それ以降は彼と協力関係となる。
チェルコフ
演 - セルゲイ・クワエフ
日本に潜入したグルジブ共和国の工作員で、名波とは顔見知りの間柄。
名波に情報を公安部に流され、公安捜査員の追跡を振り切って護送車にいた彼女を射殺しようとしたが、倉木に阻止されて気絶し、公安部に拘束される。

#### その他
イワン・タイラー / 明星 洋人（あけぼし ひろと）
演 - 篠田三郎
美希の父親。4代目イワン・タイラー。ロシア連邦保安庁（FSB）に所属する二重スパイ。グラークα作戦で、千尋ら潜入捜査員6名を拘束していた人物。非常に優秀な公安警察官だったが、何らかの理由で公安警察を裏切ってロシア側に付いたため、公安にSレベルの危険人物に指定される。

#### ゲスト（Season2）
ドラマにおけるゲスト扱いの登場人物。複数話・単話登場の場合は演者名の横の（）内に表記。

##### 第3話
松葉 志保
演 - 池谷のぶえ
森原の後任として新しく内閣官房長官の職に就く。
バサエフ
演 - 尚玄
グルジブ共和国のテロリストグループ「アルハド」に所属するテロリスト。
指名手配中の倉木に他2名のテロリストとともに拉致され、水責めの拷問を受け続けた結果、意識不明の重体で発見される。

##### 第4話
スモロフ
演 - ラズ・ブレザー
ロシア連邦保安庁（FSB）所属の諜報員。ロシア大使館のパーティ中、倉木と大杉に拘束され、イワン・タイラーの任務を洗いざらい吐かされるが、裏切り者と見なされて4代目イワン・タイラーにスナイパーライフルで射殺される。

##### 最終話
特殊部隊隊長
演 - 武智健二
サミット後視察する予定の重要施設警備のために配置された特殊部隊の隊長。部下の隊員とともに池沢公安部長を拘束する。その後新谷の捜索を部下に指示し、「あなた（津城警視正）の指示に従うよう命令を受けました。ほかに何かお手伝いできることはありますか？」と尋ねたが、津城は「いえ、大丈夫です。後はこちらで処理します。」と返答したため、自らも新谷の捜索に向かった。

### 放送日程（Season2）
| 各話                                                                        | 放送日 （WOWOW） | 放送日 （地上波） | サブタイトル （TBS）                                             | 視聴率 （関東地区） |
| --------------------------------------------------------------------------- | ---------------- | ----------------- | ---------------------------------------------------------------- | ------------------- |
| Episode #1                                                                  | 6月22日          | 10月16日          | 公安のエースが妻の死の謎を追って孤高の戦いへ… 空白の72時間に何が | 8.4%                |
| Episode #2                                                                  | 6月29日          | 10月23日          | よみがえる百舌…その正体とは                                      | 5.6%                |
| Episode #3                                                                  | 7月06日          | 10月30日          | 倉木逃走…真実を知る闘いへ…                                       | 5.9%                |
| Episode #4                                                                  | 7月13日          | 11月06日          | 曲げられた真実…止まらない倉木闇へ疾走                            | 4.6%                |
| Final Episode                                                               | 7月20日          | 11月13日          | 最終回…雪に埋もれた秘密施設 亡き妻が遺した“本当の真実"           | 6.7%                |
| 平均視聴率 6.4%（視聴率はビデオリサーチ調べ、関東地区・世帯・リアルタイム） |                  |                   |                                                                  |                     |

- Episode 1は20:57 - 22:09に拡大放送（3分繰り上げ・18分拡大）。
- Episode 3は、「SMBC日本シリーズ『福岡ソフトバンク×阪神』」中継（ヤフオク!ドーム、RKB毎日制作）が、福岡ソフトバンクの日本一決定により1時間20分延長したため、22:20 - 23:14枠で放送（直前の『JNNフラッシュニュース』は休止）。

## スピンオフドラマ
『大杉探偵事務所』のタイトルで劇場版『MOZU』の公開に合わせて制作された。大杉良太と鳴宮啓介を主人公としており、主演は本編でも同役を演じた香川照之と伊藤淳史の2人となる。「美しき標的編」はTBSテレビで2015年11月2日に、「砕かれた過去編」はWOWOWプレミアムで11月15日に それぞれ放送された。

### あらすじ（スピンオフドラマ）

#### 美しき標的編（あらすじ）
大杉は自身がきっかけとなって引き起こした苦い経験から、捜査一課の刑事を辞めて私立探偵として探偵事務所を開いていたが、探偵業が軌道に乗ることはなく、妻の恵子からも離婚届を突き付けられ、事務所で1人寂しく暮らしていた。ところがある日、大杉探偵事務所を2人連れの依頼人が訪れる。一度は追い返そうとする大杉だったが、話を聞くことにすると、1人は日本を代表する大物女優の白石百合で、もう1人は彼女の所属する芸能事務所の社長兼マネージャーの植田かなえだった。かなえによると、百合は殺害予告を受けており、実際にここ数日は不可解なトラブルが周囲で増えているという。そこでかなえは、大杉に百合のボディーガードを依頼し、大杉も百合の美貌と高額な成功報酬に惹かれ、快諾する。大杉は、表面上は百合の新しい付き人としてともに行動し、百合の現場へと赴く。依頼を受けてから最初の現場では、芸能界という慣れない世界に戸惑いながらも、百合の楽屋に忍び込んでいた熱狂的なファンを懲らしめることに成功するが、その直後にスタジオから爆発音が聞こえ、駆け付けてみると、百合の持つはずだった小道具が寸前で爆発したという。さらに、その現場からの帰りに大杉の車で移動していると、明らかに後をつけて来ている車があり、何とか振り切るものの、相手はプロだということが分かり、鳴宮の協力を得て犯人が奥井組の三屋だということも分かる。その後、百合に大きな仕事が舞い込み、その功績によって百合が映画祭にノミネートされ、その式典に出席することになるが、かなえや大杉は危険だとして百合を止める。それでも、こんなことで怯んではいられないと言う百合の女優魂に負けた大杉は、自分が絶対に百合を守り抜くと宣言し、やむなく式典への出席を承諾する。式典の当日、大杉は周囲を警戒していると、百合にライフルの銃口を向ける三屋を発見し、急いで百合のもとへと駆け付けるが、三屋の撃った弾はペイント弾で、大杉に当たる。これは三屋からの最終警告だと大杉はかなえに告げ注意を促すが、その直後、撮影の合間にトイレへ行った百合が行方不明になり、かなえも金を渡さないと百合を傷付けるという脅迫電話を三屋から受ける。大杉とかなえは百合の捜索へ出向き、何とか百合の監禁場所を突き止めるが、突入の機会が窺えない。そこで、大杉は鳴宮の協力を仰ぐことでなんとか事なきを得て、三屋も逮捕される。高額な成功報酬に目が眩みこの依頼を引き受けた大杉だったが、かなえの金銭状況を鑑みて成功報酬は受け取らず、元の生活へと戻ってゆく。

#### 砕かれた過去編（あらすじ）
元捜査一課の大杉は離婚調停の場で、調停委員の中神を介して恵子から警察を辞めた理由を問われ、彼の脳裏を警察を辞める契機となった苦い経験がよぎる。警察を辞めて私立探偵となっていた大杉は、お天気キャスターの小池リサから死んだはずの妹が現れたという不思議な依頼を受け、後輩の鳴宮とともに都市伝説に包まれた心臓博士の病院と呼ばれる廃病院を調査する。調査を進めていくなかで、大杉は過去の苦い経験と向き合いながら、驚愕の真相に近付いていく。

### 登場人物・キャスト（スピンオフドラマ）
キャストの役名はすべて各種ニュースサイトのほか、TBSとWOWOW双方の公式サイトにて発表されているものである。

#### 共通
- 大杉 良太 - 香川照之
- 鳴宮 啓介 - 伊藤淳史
- 津城 俊輔 - 小日向文世
- 村瀬 龍臣 - 鶴見辰吾
- 大杉 恵子 - 堀内敬子
- 大杉 めぐみ - 杉咲花

中神 連
演 - 吉田鋼太郎
大杉と恵子の離婚調停の調停委員を務める男。中神甚と瓜二つであり、大杉は見覚えがあると言う。また、生き別れた兄がいるようだが、その兄の癖や特技などが中神甚を彷彿とさせるものになっている。
前島 堅介
演 - 馬場徹
大手の探偵事務所に勤める探偵。所内でもトップの成績で、所長の娘との玉の輿婚も間近に控えている。大杉とは探偵学校時代の同期であり、良きライバルでもある。

#### 美しき標的編（キャスト）
白石 百合
演 - 飯島直子
日本を代表する大物女優。殺害予告を受け、事務所社長兼マネージャのかなえとともに大杉探偵事務所を訪れ、大杉にボディーガードの仕事を依頼する。
植田 かなえ
演 - 片桐はいり
百合の事務所社長兼マネージャーで、百合とともに大杉探偵事務所を訪れ、大杉に百合のボディーガードを依頼する。
竹中 聡美
演 - 水崎綾女
百合の付き人だが、演技の才能は突出している。
森井
演 - 小林勝也
表向きは「森井開発」代表だが、裏の顔は「森井組」組長。
末武
演 - 横田栄司
森井組組員。背中一面に刺青がある。鳴宮がサウナで詰問し逆襲する。
三谷
演 - 高橋努
百合を狙い脅迫している犯人。
ゾンビ男
演 - 松尾諭
百合の楽屋に侵入して、弁当につばを入れようとする男。
- 明星 美希 - 真木よう子

#### 砕かれた過去編（キャスト）
三島 彰文
演 - 桐谷健太
大杉が警察官時代に可愛がっていた後輩刑事。佐藤に妻子を殺されている。
小池 リサ
演 - 早見あかり
人気お天気キャスター。大杉に捜査を依頼する。
小池 リナ
演 - 早見あかり（二役）
リサの双子の妹。
佐藤 恒吉
演 - 浦井健治
大杉が三島とともに追っていた正体不明の容疑者。アイスピックを凶器として使う新谷のような殺人鬼。
神原 昭人
演 - 利重剛
リナの元担当カウンセラー。カウンセリングを担当していた当時のリナの様子を大杉に語る。
- 倉木 尚武 - 西島秀俊

### スタッフ（スピンオフドラマ）
- 監督 - 羽住英一郎
- 脚本 - 仁志光佑
- 音楽 - 菅野祐悟

## 用語
百舌
千枚通しやアイスピックなどの有尖無刃器を用いて殺人を行う殺し屋。本作では新谷宏美および新谷和彦を指すが、劇中では新谷兄弟の間でのみの通り名であり、それ以外の人物に呼ばれることはない。
サルドニア共和国
中東に位置するとされる架空の国家。大統領暗殺を狙う左翼ゲリラによるテロ攻撃や暗殺が幾度も行われており、治安はきわめて悪い。
アテナセキュリティ
日本最大手の警備会社。裏では東や中神をはじめとする一部の役員や従業員らが暗殺や裏工作などの依頼を請け負っている。
原作における架空の会社「豊明興業」に相当する。
グラークα作戦
物語開始時点から5年前、警視庁公安部が行った極秘作戦。作戦の総指揮を執ったのは公安部長の室井で、当時内閣危機管理監だった森原健吾の命令によって行われた。
乗っ取られた国民監視システムの奪還を目的として、千尋ら精鋭の公安警察官6名が送り込まれたが、作戦は失敗に終わり、捜査員6名が捕虜にされた。身元を明かす猶予が72時間与えられたが、誰も身元を明かさなかったため、捜査員5名は殺害され、千尋のみ殺されずに生還した。
作戦の真の目的は、公安警察を裏切った明星洋人の拘束または抹殺であり、潜入先は北海道の孤狼島に座礁したロシアの潜水艦。
国民監視システム
1980年代後半に、公安警察が秘密裏に開発したあらゆるサーバー上にある情報を傍受するネットワークシステム。
ロシアによって国民監視システムの暗号が盗み出され、パスワードが書き換えられたため、事実上システムは乗っ取られたが、日本国は莫大な国家予算を投入し、あらゆる通信システムを新システムへと移行させたため、グラークα作戦当時には国民監視システムは機能していなかった。
ダルマ
人々の夢の中に現れる謎の存在。外見は左前頭部に痣があるスキンヘッドの男性。正体は不明で、詳しいことはいっさい分かっていないが、警視庁公安部が行った極秘作戦・グラークα作戦に関わっていたとされる。
美希や啓介などの主要人物から一般市民にいたるまで、数多くの人物に目撃されており、倉木の妻、千尋や娘の雫も見ていた可能性があるとされる。
公安省
森原が構想している治安組織。警察庁と都道府県の警察本部を統合させ、公安を中心に組織される新しい治安組織とされている。
盗聴・隠蔽・裏工作等の手段を合法的に使い、森原が絶対的な国家権力を掌握するために構想された組織だが、権力が集中し、国の秩序が乱れる危険性を孕んでいるため、倉木や津城たちはこの陰謀を阻止するべく、奔走することとなる。
グルジブ共和国
ロシアから独立したとされる架空の国家。ロシアと対立しており、独立国の体制を取ってはいるが、テロリストによる紛争が続いており、治安はきわめて悪い。
イワン・タイラー
ロシア連邦保安庁・FSBのスパイ。グルジブ人で、グラークα作戦に失敗して捕虜になった千尋ら公安警察官を拘束していた人物。グルジブ共和国の人々のあいだでは、「その名を口にすれば殺される」と極端に恐れられている。
その正体は、日露戦争時に大日本帝国軍の暗号解読を担当した諜報員であり、すでに故人である。しかし、KGBやFSBの二重スパイにその名前がコードネームとして与えられており、幾多もの諜報員にその名が付けられていた。KGBの初代タイラーはイギリス人で、作戦失敗で死亡した。2代目はフランス人。3代目はアメリカ人で、アメリカでのスパイ活動をCIAに見破られて拘束されるも、すぐに自害した。よって、現在のタイラーである明星洋人は4代目。
アジ・アルハド
グルジブ共和国のテロリストグループ。通称アルハド。創始者はイワン・タイラー。
グルジブ民族主義を唱えたタイラーが過激なテロを行ったことから始まり、現在ではグルジブ共和国で2番目に大きい独立派武装勢力で、国外にも頻繁にテロ攻撃を行っている。
孤狼島
北海道の最北端にある架空の無人島。
本編開始時点から25年前、島の周辺プレートを地震工学の研究者達が調べたところ、数年以内に地殻変動が起き、大地震が起きると発表され、日本政府主導で島民は本土に移住させられたため、無人島となった。
島名は、原作に登場する架空の岬「孤狼岬」から取られている。

## 映画
『劇場版 MOZU』のタイトルで2015年11月7日に公開された。TBSテレビでのSeason2放送終了直後に発表された。主演は西島秀俊。
2015年11月7日公開。ドラマでシーズン1,2を通して出演したレギュラー陣に加え、「ダルマ」役でビートたけしが登場するほか、松坂桃李、伊勢谷友介などがゲスト出演している。撮影は3月下旬頃に都内でクランク・インし、4月上旬頃からは約1か月にわたりフィリピンでロケが行われ、クランク・アップは5月下旬頃を予定していた。工場の屋上での格闘シーンは静岡県富士市内にて撮影

### あらすじ（映画）
公安部エースの倉木は妻の死の真相に辿り着き気力を失い、捜査一課の大杉も警察への不信感を強め、退職して興信所を開いていた。倉木が妻の死の真相に辿り着いてから半年が経ったある日、とあるテロ集団による高層ビル大規模強盗・脅迫事件とペナム大使館襲撃事件が同時に発生し、倉木と大杉はかつてともに捜査をしていた明星とともに事件に巻き込まれ、この事件を捜査していくことになる。捜査を進めるうちに、この事件には「ダルマ」が大きく関わっていることが分かり、ペナム共和国を舞台に「ダルマ」の正体を追っていく。

### 登場人物・キャスト（映画）
吉田 駒夫（よしだ こまお）／ダルマ
演 - ビートたけし
なんらかの形で影から事件を操っている謎の人物。「日本事件史の闇」とも言われており、事件の裏でとある犯罪計画を企てている。その正体は終戦後から現代日本社会、及び経済界を支配しているフィクサー。戦時中に武器商人として巨万の富を築き、終戦後アメリカ等とも繋がりを築くなど、日本社会に対して強大な影響力を持つ。以来、右翼や暴力団等の裏の勢力を利用して永らく「日本事件史の闇」として君臨してきた。「グラークα作戦」にも何らかの形で関わっていたらしく公安にも存在を認知されているが、公安を初めとする主要な組織にスパイを配置しているため、倉木達にも実態は知られていない。高柳と共に倉木の娘を殺害し、その様子を倉木に嬉々として語るなどサディスティックかつ残虐な一面を持つ一方で、高柳や部下からは「先生」と呼ばれ崇拝されている。実年齢90を越える高齢で、自分の血を分けたエレナ達「部品」による臓器提供を待つ。
権藤 剛（ごんどう ごう）
演 - 松坂桃李
青髪でオッドアイが特徴の、レザージャケットを着用した青年。残虐非道な暗殺専門の殺し屋で、テロ集団においては犯罪実行部隊を率いるリーダー的な存在。大規模同時多発テロ事件の実行者で、大杉の娘を誘拐する。新谷宏美を崇拝しており、彼同様にアイスピックを凶器として使う。
高柳 隆市（たかやなぎ りゅういち）
演 - 伊勢谷友介
冷静沈着に犯罪計画を立案する犯罪プランナー。テロ集団においてはブレーン的な存在で、大規模同時多発テロ事件の実行者。ナイフを投擲武器として、巧みに使用しているほか、倉木を圧倒する格闘術から、頭脳面だけでなく戦闘面にも秀でている。倉木の娘の死に大きく関わっている。
エレナ
演 - マーシュ彩
ペナム共和国前大統領第二夫人、リナの娘。父親は日本人。10年前からペナム大使館内で生活し、一歩も外に出たことがなかった。知的障害のため他人と対話することができない。ペナム語の民謡をよく呟く。大使館襲撃事件の際、母親と離れ離れになり、偶然その近くを通った大杉に保護される。のちに病院に搬送された母親を何者かに殺される。テロ集団からの要求に応じた倉木・大杉とともに、ペナム共和国にて行動をすることになる。

### スタッフ（映画）
- 監督 - 羽住英一郎
- 原作 - 逢坂剛「百舌」シリーズ（集英社文庫）
- 脚本 - 仁志光佑
- 音楽 - 菅野祐悟
- エグゼクティブプロデューサー - 平野隆
- Co.エグゼクティブプロデューサー - 青木竹彦
- スーパーバイジングプロデューサー - 安藤親広
- プロデューサー - 渡辺信也、井上衛、森井輝
- 共同プロデューサー - 辻本珠子、武田吉孝、前田菜穂
- ラインプロデューサー - 古屋厚
- 撮影 - 江崎朋生
- 照明 - 三善章誉
- 録音 - 柳屋文彦
- 美術 - 北谷岳之
- 装飾 - 小山大次郎
- VFXスーパーバイザー - オダイッセイ
- 編集 - 西尾光男
- 選曲 - 藤村義孝
- 音響効果 - 猪俣泰史
- 監督補 - 川村直紀
- 制作担当 - 中島勇樹
- 配給 - 東宝
- 制作プロダクション - ROBOT
- マニラロケ制作プロダクション - イメージフィールド、Philippine Film Studios
- 製作幹事 - TBSテレビ、WOWOW
- 製作 - 劇場版「MOZU」製作委員会（TBSテレビ、WOWOW、ROBOT、東宝、CBCテレビ、毎日放送、RKB毎日放送、KDDI、ジェイアール東日本企画、集英社、北海道放送、GYAO、TCエンタテインメント）

## 受賞
ギャラクシー賞
- 2014年7月度月間賞

東京ドラマアウォード2014
- 作品賞・優秀賞（連続ドラマ部門）
- 助演男優賞 - 吉田鋼太郎
- 特別賞 - 北九州フィルムコミッション

エランドール賞
- 第39回 新人賞 - 池松壮亮

バンフ・ワールド・メディア・フェスティバル
- 第35回 連続ドラマ部門ノミネート

国際エミー賞
- 第43回 連続ドラマ部門ノミネート - Season1

アジア・テレビジョン・アワード
- 第20回 連続ドラマ部門ノミネート

三浦賞
- 第60回（劇場版の受賞）

第81回ザテレビジョンドラマアカデミー賞
- 監督賞 - 羽住英一郎

## 関連商品
書籍
刊行元は集英社。
- MOZU オフィシャルガイドブック
- 劇場版MOZU オフィシャルガイドブック

CD
販売元はAnchor Records。
- TBS×WOWOW共同制作ドラマ 木曜ドラマ劇場 MOZU オリジナル・サウンドトラック（2014年6月11日発売、規格品番 UZCL-2055）
- 劇場版 MOZU オリジナル・サウンドトラック（2015年11月4日発売、規格品番 UZCL-2079）

DVD
販売元はTCエンタテインメント。
- MOZU Season1 〜百舌の叫ぶ夜〜DVD-BOX（2014年11月28日発売、規格品番 TCED-2357）
- MOZU Season2 〜幻の翼〜DVD-BOX（2014年12月26日発売、規格品番 TCED-2364）
- MOZU スピンオフドラマ 大杉探偵事務所〜美しき標的編・砕かれた過去編〜DVD（2016年5月11日発売、規格品番 TCED-2995）
- 劇場版MOZU プレミアム DVD BOX（2016年5月11日発売、規格品番 TCED-2998）
- 劇場版MOZU 通常版DVD（2016年5月11日発売、規格品番 TCED-2999）

Blu-ray
販売元はTCエンタテインメント。
- MOZU Season1 〜百舌の叫ぶ夜〜Blu-ray BOX（2014年11月28日発売、規格品番 TCBD-0395）
- MOZU Season2 〜幻の翼〜Blu-ray BOX（2014年12月26日発売、規格品番 TCBD-0396）
- MOZU スピンオフドラマ 大杉探偵事務所〜美しき標的編・砕かれた過去編〜Blu-ray（2016年5月11日発売、規格品番 TCBD-0524）
- 劇場版MOZU プレミアム Blu-ray BOX（2016年5月11日発売、規格品番 TCBD-0525）
- 劇場版MOZU 通常版Blu-ray（2016年5月11日発売、規格品番 TCBD-0526）